# Stronnictwo Pracy (1989)
Stronnictwo Pracy (SP) – polska prawicowa, chadecka partia polityczna, działająca pod różnymi nazwami i z przerwami od 1989.

## Historia
Ugrupowanie powstało 12 lutego 1989 z inicjatywy działaczy Chrześcijańsko-Demokratycznego Klubu Myśli Politycznej, powstałego w 1988. W 1990 przyjęto nazwę Chrześcijańsko-Demokratyczne Stronnictwo Pracy (ChDSP), nawiązywało do Stronnictwa Pracy, działającego w latach 1937–1950 (później wyłącznie na emigracji). Wśród założycieli znaleźli się Władysław Siła-Nowicki (który stanął na jej czele), Ryszard Bender i Janusz Zabłocki.
W jej programie znalazły się hasła niepodległościowe. Poparła społeczną gospodarkę rynkową. Zgodnie z programem partii parlament powinien pochodzić z wolnych pięcioprzymiotnikowych wyborów. Państwo miało mieć obowiązek ułatwiania kampanii wszystkim kandydatom na równych zasadach. ChDSP było zdania, że państwo powinno być tolerancyjne religijne, odwoływało się jednocześnie do katolickiej nauki społecznej. Opowiadało się za prywatyzacją i za całkowitym uwolnieniem rynku poprzez zniesienie barier rozwoju gospodarczego.
Zgodnie ze statutem najwyższą władzą partii był kongres zwoływany przez radę naczelną, składającą się z przewodniczącego i 20 członków. Najwyższym organem wykonawczym był prezes, który stał na czele zarządu głównego.
W trakcie rozmów Okrągłego Stołu lider ChDSP był obserwatorem zaproszonym przez stronę rządową. W wyborach czerwcowych w 1989 kandydaci stronnictwa bez powodzenia ubiegali się o mandaty poselskie i senatorskie, startując w większości jako konkurenci dla przedstawicieli Komitetu Obywatelskiego (KO wystawił dwóch członków SP – Waleriana Piotrowskiego i Marka Rusakiewicza, którzy zdobyli mandaty). W maju 1990 zorganizowano III kongres (nawiązujący numeracją do kongresów dawnego SP z 1937 i 1945). W wyborach samorządowych w 1990 kandydaci ChDSP zdobyli ponad 200 mandatów.
W 1990 Władysław Siła-Nowicki deklarował zamiar ubiegania się o urząd prezydenta RP, jednak nie zebrał wystarczającej liczby podpisów. Chadecy wsparli Lecha Wałęsę i przez kilka miesięcy działali w ramach Porozumienia Centrum (gdy było ono koalicją), jednak z powodu zgłoszenia Władysława Siły-Nowickiego i wyboru nowych władz doszło w partii do rozłamu. W październiku miał miejsce kolejny rozłam, w wyniku którego powstało Chrześcijańsko-Demokratyczne Stronnictwo „Zjednoczenie” (znalazł się w nim m.in. Ryszard Bender). W grudniu 1990 z ChDSP odeszło 127 działaczy, którzy założyli Partię Chrześcijańsko-Demokratyczną (weszła ona do PC). W lutym 1991 kolejna grupa rozłamowa (m.in. z Kazimierzem Świtoniem) powołała Górnośląską Chrześcijańską Demokrację (z tej z kolei 3 miesiące później wyszła część działaczy, która utworzyła Górnośląską Unię Chrześcijańsko-Demokratyczną). W wyborach parlamentarnych w 1991 działacze ChDSP wystartowali w ramach komitetu wyborczego Chrześcijańska Demokracja (współtworzonego przez dwie inne niewielkie organizacje). Spośród 5 uzyskanych przez wspólną listę mandatów poselskich ChDSP przypadł jeden, objęty przez Stefana Pastuszewskiego. W trakcie kadencji partię zasiliła Jadwiga Rudnicka, dotychczasowa deputowana ZChN.
W 1993 partia przystąpiła do ruchu Komitetów Obrony Demokracji, powołanego z inicjatywy PC w celu obalenia prezydenta Lecha Wałęsy (do inicjatywy wszedł też RdR). W tym samym roku ChDSP wystartowało w ramach komitetu wyborczego PC-Zjednoczenie Polskie, który nie przekroczył wynoszącego 5% progu wyborczego. W lutym 1994 do partii przyłączyła się niewielka krakowska organizacja Chrześcijańska Demokracja, po czym ugrupowanie rozpoczęło działalność pod nową nazwą jako Chrześcijańska Demokracja – Stronnictwo Pracy (ChD-SP). Po rezygnacji w 1992 Władysława Siły-Nowickiego ze stanowiska prezesa ugrupowaniem do 2000 kierowali kolejno: Tomasz Jackowski, Andrzej Owsiński i Marian Błaszczyński.
W połowie lat 90. stronnictwo uczestniczyło w nieefektywnych inicjatywach łączenia rozbitej prawicy, w tym w ramach Sekretariatu Ugrupowań Centroprawicowych i Konwentu Świętej Katarzyny. W wyborach prezydenckich w 1995 wsparło kandydaturę Hanny Gronkiewicz-Waltz. W 1996 chadecy przystąpili do Akcji Wyborczej Solidarność, uzyskując rok później z jej list jeden mandat poselski (dla Witolda Nieduszyńskiego z listy ogólnopolskiej).
Partia przerejestrowała się w 1998 zgodnie z wymogami nowej ustawy. W 2000 przyłączyła się do niej marginalna Koalicja Ludowo-Niepodległościowa pod przewodnictwem Zbigniewa Wrzesińskiego. Na czele wspólnej formacji pod nową nazwą Stronnictwo Pracy (SP) stanął Andrzej Owsiński. W 2001 SP nawiązało współpracę z Prawem i Sprawiedliwością. Witold Nieduszyński pod koniec III kadencji zasiadał w klubie poselskim PiS (wcześniej wewnątrz AWS działał w zespole Przymierza Prawicy), a w wyborach parlamentarnych w 2001 członkowie stronnictwa startowali z list PiS (z wyjątkiem Stefana Pastuszewskiego kandydującego z listy AWSP i Zbigniewa Faca startującego z listy LPR). Żaden z przedstawicieli SP nie uzyskał mandatu. Partię wykreślono z ewidencji 20 września 2002, ponownie wpisano 7 września 2004. Jej nowym prezesem został Zbigniew Wrzesiński. W wyborach do Parlamentu Europejskiego w 2004 sześciu przedstawicieli stronnictwa (w tym z 1. miejsca Stefan Pastuszewski) startowało z listy Ogólnopolskiego Komitetu Obywatelskiego „OKO” w okręgu kujawsko-pomorskim.
W wyborach parlamentarnych w 2005 partia wystawiła własną listę w okręgu bydgoskim (uzyskała ona 1019 głosów, czyli 0,01% w skali kraju, co dało komitetowi 21., przedostatnie miejsce). Grupa działaczy wystartowała ponadto z list Ogólnopolskiej Koalicji Obywatelskiej i Domu Ojczystego (z listy tego ostatniego m.in. prezes partii Zbigniew Wrzesiński), które to komitety również uzyskały niewielkie poparcie. Do Senatu z własnego komitetu bezskutecznie startował Stefan Pastuszewski. W 2007 jeden z ówczesnych liderów partii Stefan Pastuszewski bez powodzenia kandydował do Sejmu z listy PiS. W wyborach prezydenckich w 2010 ugrupowanie poparło kandydaturę Marka Jurka, przewodniczącego Prawicy Rzeczypospolitej. W 2011 bezskutecznie do Sejmu startowali Stefan Pastuszewski z listy PiS i Henryk Wierzchucki z listy Prawicy Rzeczypospolitej. Po wyborach w 2011 partię opuścił Stefan Pastuszewski (wówczas od 2005 radny Bydgoszczy z ramienia PiS).
W 2014 Stronnictwo Pracy wraz z kilkudziesięcioma organizacjami współtworzyło ogólnopolski ruch Wspólnota Patriotyzm Solidarność. Prezes SP Zbigniew Wrzesiński został pełnomocnikiem wyborczym komitetu WPS, a także jego kandydatem na prezydenta Warszawy (uzyskał 0,45% głosów, zajmując 10., przedostatnie miejsce). W wyborach parlamentarnych w 2015 był on kandydatem komitetu SP do Senatu w Katowicach, zajmując 5., przedostatnie miejsce. W tych samych wyborach Andrzej Wójcik z SP kandydował do Sejmu z siedleckiej listy komitetu Kukiz’15 (nie uzyskał mandatu). W 2018 partia wystawiła listę w jednym okręgu w wyborach do sejmiku mazowieckiego, uzyskując 0,03% głosów w skali województwa. W tych samych wyborach SP zajęło także ostatnie miejsce w wyborach miejskich w Katowicach – zarówno na prezydenta, jak i do rady miasta. Przed wyborami parlamentarnymi w 2019 stronnictwo podjęło działania w kierunku przystąpienia do Koalicji Polskiej, skupionej wokół Polskiego Stronnictwa Ludowego. Następnie ogłoszono jednak start kandydatów Stronnictwa Pracy z list Prawicy Rzeczypospolitej, do którego ostatecznie także nie doszło. W wyborach do Sejmu członek partii znalazł się jedynie na liście Akcji Zawiedzionych Emerytów Rencistów. SP wystawiło natomiast z własnego komitetu jednego kandydata do Senatu, który zajął w okręgu przedostatnie, 4. miejsce.
W wyborach prezydenckich w 2025 ugrupowanie poparło Marka Wocha, lidera ruchu Bezpartyjni Samorządowcy.